# Congregazione dell'abbondanza dello stato ecclesiastico
La Congregazione dell'abbondanza dello stato ecclesiastico, ufficialmente in latino Congregatio pro ubertate annonae, era un organismo della Curia romana, oggi soppresso.

## Storia
Papa Sisto V creò questo dicastero con la bolla Immensa Aeterni Dei il 22 gennaio 1588 con lo scopo di vigilare affinché lo Stato Pontificio non avesse penuria di vivande, al fine di prevenire le carestie e attrezzarsi autonomamente per evitare il peggio alla popolazione (riprendendo in parte i compiti che nel mondo romano erano stati del prefetto dell'annona).
La costituzione fu perfezionata il 16 marzo 1588 con la bolla Abundantes divinae quando il medesimo pontefice donò alla nuova congregazione la somma di 200.000 scudi per dare il via ad un fondo d'emergenza. Si sa che nel corso dei secoli questa congregazione fu sempre poco considerata dai cardinali che vi prestarono attenzione solo in caso di richiami ufficiali del pontefice o in situazioni particolarmente gravi.